# Trude Klecker
Trude Klecker (* 7. Februar 1926 in Semmering) ist eine ehemalige österreichische Skirennläuferin. In der ersten Hälfte der 1950er-Jahre feierte sie zahlreiche Siege bei internationalen Rennen und gewann sieben österreichische Meistertitel. Im Jahr 1954 wurde sie Weltmeisterin im Slalom.

## Biografie
Trude Klecker ging als Kind mehreren Sportarten nach, darunter auch dem Skilauf, den sie mit fünf Jahren erlernte. Sie stammt aus einer sportbegeisterten Familie, ihre Mutter Christine war eine erfolgreiche Rennrodlerin. Während ihrer Schulzeit wurde der Skilauf schließlich zur liebsten Sportart. In ihrer Jugend hatte sie keinen Trainer und erlernte autodidaktisch den professionellen Skisport am heimischen Hirschenkogel. Nach Kriegsende begann sie ein Studium in Wien, nahm für den Akademischen Skiclub an ersten Rennen teil und wurde 1948 bereits Dritte im Riesenslalom von Arosa.
Durch ihre Doppelbelastung mit Studium und Sport schaffte Klecker erst 1950 im Alter von 24 Jahren die Aufnahme ins Nationalteam des Österreichischen Skiverbandes. 1950 wurde sie Österreichische Vizemeisterin in der Abfahrt, ein Jahr später schaffte sie das sogar in allen vier Disziplinen. 1951 feierte sie ihre ersten Siege bei internationalen Rennen im Riesenslalom und in der Kombination von Auron. In der Saison 1951/52 gewann sie die Kombination in Zermatt und wurde am selben Ort Zweite in Riesenslalom und Abfahrt. Bei den Olympischen Winterspielen 1952 in Oslo erreichte sie den vierten Platz im Riesenslalom, in der Abfahrt aber nur den 24. Rang.
In der Saison 1952/53 wurde Klecker zur absoluten Spitzenläuferin. Sie gewann alle drei Bewerbe bei den Hahnenkammrennen in Kitzbühel, siegte in der Kombination bei den Arlberg-Kandahar-Rennen in St. Anton und im Slalom der SDS-Rennen in Grindelwald. Zudem gewann sie 1953 alle österreichischen Meisterschaftsläufe. Im Winter 1953/54 gelangen ihr im Slalom und in der Kombination von Oppdal zwei weitere Siege und bei den Weltmeisterschaften 1954 im schwedischen Åre feierte sie ihre größten Erfolge: In der Abfahrt gewann sie die Silbermedaille und war nur knapp der Schweizerin Ida Schöpfer unterlegen. Im Riesenslalom hingegen kam sie nach schlechten Läufen nur auf Rang 27 und vergab damit auch die Chance auf eine Kombinationsmedaille. Im Slalom siegte Klecker mit über einer Sekunde Vorsprung auf Schöpfer und wurde Weltmeisterin. Am 19. März 1954 wurde sie zur Österreichischen Sportlerin des Jahres 1953 gewählt.
Im Winter 1954/55 konnte Klecker nicht an ihre guten Ergebnisse anschließen und erreichte keine Spitzenplätze. Auch in der Saison 1955/56 blieb die Niederösterreicherin bei internationalen Bewerben sieglos, gewann aber die Österreichischen Meisterschaften im Riesenslalom und in der Kombination. Die Olympischen Winterspiele 1956 in Cortina d’Ampezzo verliefen ebenfalls enttäuschend: Im Slalom ließ man die amtierende Weltmeisterin nach einem verpatzten Riesenslalom gar nicht starten, in der Abfahrt wurde sie Zwölfte. In der Saison 1956/57 gelangen ihr noch mehrere Podestplätze, darunter der zweite Platz in der Abfahrt von Zermatt und die dritten Plätze in Slalom und Kombination bei den Arlberg-Kandahar-Rennen in Chamonix. Am Ende des Winters gab sie ihren Rücktritt vom aktiven Skirennsport bekannt.
Nach dem Ende ihrer Karriere schloss Klecker ihr Studium an der Universität Wien ab und war über 20 Jahre als Deutschlehrerin in Italien tätig. Dort lernte sie auch ihren späteren Ehemann kennen.

## Sportliche Erfolge

### Olympische Winterspiele
- Oslo 1952: 4. Riesenslalom, 24. Abfahrt
- Cortina d’Ampezzo 1956: 12. Abfahrt, 33. Riesenslalom

### Weltmeisterschaften
- Oslo 1952 : 4. Riesenslalom, 24. Abfahrt
- Åre 1954: 1. Slalom, 2. Abfahrt, 6. Kombination, 27. Riesenslalom
- Cortina d’Ampezzo 1956 : 12. Abfahrt, 33. Riesenslalom

### Österreichische Meisterschaften
Trude Klecker gewann insgesamt sieben österreichische Meistertitel:
- 1× Slalom (1953)
- 3× Riesenslalom (1953, 1954 und 1956)
- 1× Abfahrt (1953)
- 2× Kombination (1953 und 1956)

## Auszeichnungen
- 1953: Österreichs Sportlerin des Jahres
- 1960: Goldenes Verdienstzeichen der Republik Österreich
- 2001: Goldenes Ehrenzeichen für Verdienste um das Bundesland Niederösterreich